# 阿緱庁

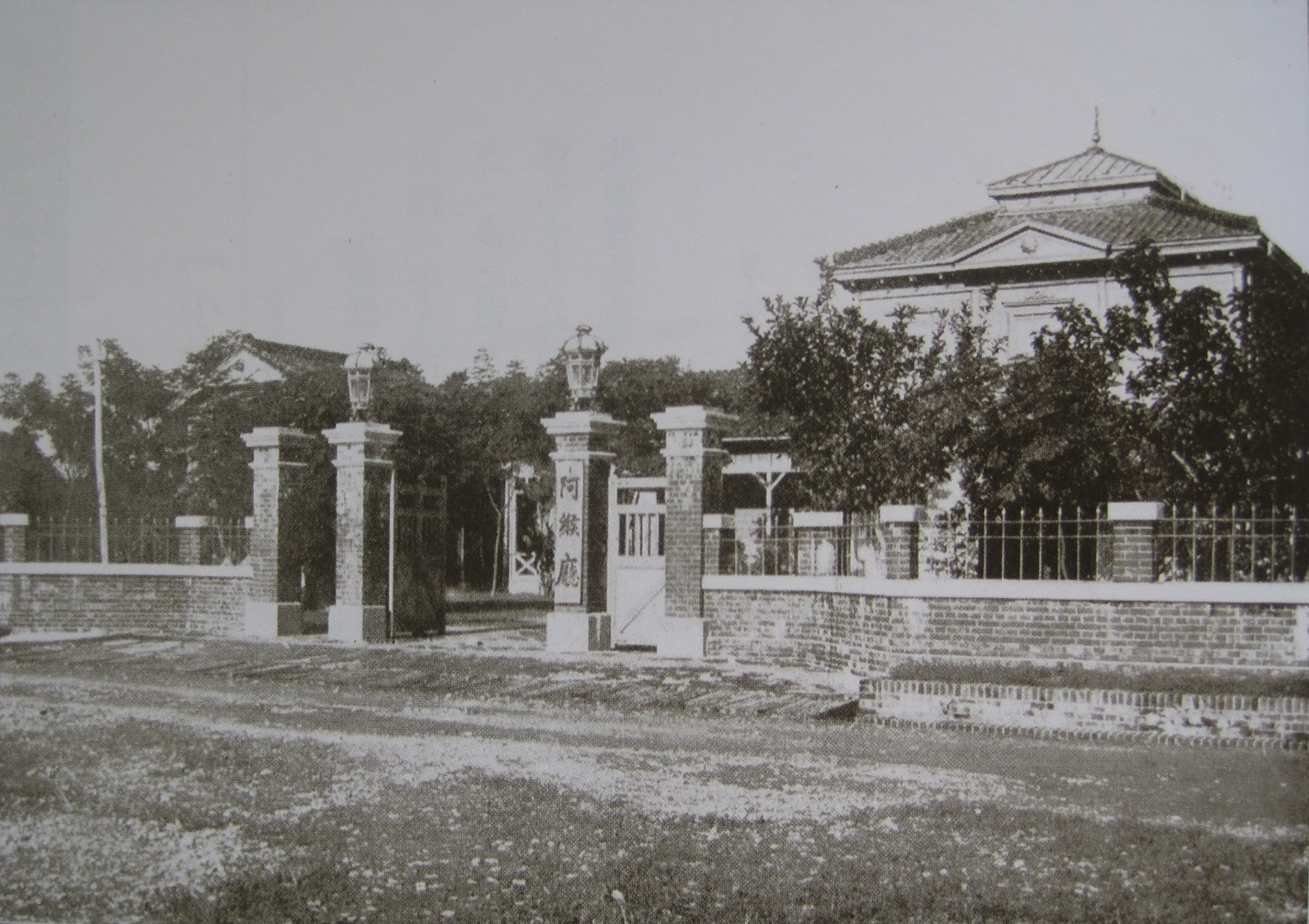
阿緱庁舎

阿緱庁（あこうちょう）は、日本統治時代の台湾の地方行政区分のひとつ。

## 歴史

### 沿革
- 1901年（明治34年）11月 - 廃県置庁により三県四庁から二十庁に改められた際に台南県の一部から成立。当初は阿猴廳と称し、阿里港、内埔、萬丹、東港、潮州庄、枋藔の6つの支庁を管轄した。内埔、萬丹各支庁はのちに廃止された。
- 1903年（明治36年） - 阿緱庁と改称。同年4月、萬丹支庁が廃止される[2]。
- 1904年（明治37年）4月13日 - 街庄の区画整理および区の設置が行われる。同月15日、潮州庄支庁が潮州支庁に改称され、塩埔区が阿里港支庁に編入される[3]。
- 1905年（明治38年）3月31日 - 内埔支庁が潮州支庁に[4]、庁直轄の鳳山厝庄、溝仔墘庄が潮州支庁に編入される[5]。
- 1909年（明治42年）10月 - 蕃薯藔庁、恆春庁を併合する。蕃薯藔庁は蕃薯藔、六亀里（新設）、甲仙埔（阿里関から改称）各支庁、恆春庁は恆春、蚊蟀、枋山各支庁となる[6]。
- 1913年（大正2年）6月13日 - 蚊蟀支庁が恆春支庁に編入される[7]。
- 1920年（大正9年）10月 - 五州二庁制度の施行に伴い台南庁南部および澎湖庁と合併し高雄州となる。

## 行政

### 歴代庁長
- 桑原外助：1901年 - 1902年
- 佐佐木基：1902年 - 1909年
- 佐藤謙太郎：1909年 - 1914年
- 立川連：1914年 - 1917年
- 齋藤愛二：1917年 - 1919年
- 高山仰：1919年 - 1920年